# Cimetière militaire allemand de Loupeigne
Le  « Cimetière militaire allemand de Loupeigne  » est un cimetière militaire de la Première Guerre mondiale situé sur le territoire de la commune de Loupeigne, Aisne.

## Localisation
Ce cimetière militaire allemand est implanté au sud-est du village, sur la D79, à mi-chemin entre Loupeigne et Mareuil-en-Dôle.

## Historique
Le cimetière allemand de Loupeigne a été créé en 1919 par les autorités militaires françaises, juste à côté de la nécropole nationale. Dans ce lieu ont été regroupés les corps de 478 soldats allemands qui avaient été inhumés tout au long de la guerre dans 19 cimetières provisoires  des environs. La plupart des victimes ont perdu la vie lors des combats de la  première bataille de la Marne du 5 au 12 septembre 1914 .

## Caractéristique
Dans ce cimetière de plan rectangulaire tout en longueur reposent 478 soldats allemands, dont seulement un seul est inconnu. En 1972, les croix de bois ont été remplacées par des croix en pierre sur lesquelles sont gravés les noms des soldats.

## Sépultures
| Pays      | Sépultures |
| --------- | ---------- |
| Allemagne | 478        |